# Бини, Грациано
Грациано Бини (итал. Graziano Bini; род. 7 января 1955, Кремона) — итальянский футболист и тренер. Играл на позиции защитника. Почти всю карьеру провёл в миланском «Интернационале», был капитаном команды.

## Биография
Бини был воспитанником футбольной академии «Интера». Там его приметил главный тренер команды Эленио Эррера и пригласил в основной состав. В серии A семнадцатилетний Бини дебютировал в 7 мая 1972 года в матче против «Сампдории». Лишь в 1974 году, когда команду стал тренировать Луис Суарес, Бини вместе с другими молодыми игроками сформировал основу «Интера» середины 1970-х годов. Его часто сравнивали с Джачинто Факкетти, рядом с которым Бини начинал карьеру. Его отличали высокий рост, хорошее умение играть головой и выбирать позицию, а также лидерские качества. Во второй половине 1970-х — первой половине 1980-х годов Бини был одним из ведущих игроков и капитаном миланского «Интера». С клубом он в 1980 году стал чемпионом Серии А, дважды, в 1978 и 1982 годах, становился обладателем Кубка Италии. В 1981 году Бини вместе с «Интером» дошёл до полуфинала Кубка европейских чемпионов, в котором в домашнем матче на «Сан-Сиро» забил гол в ворота мадридского «Реала», но этого не хватило для выхода в финал.
В последние годы в «Интере» Бини часто получал травмы. Особенно тяжёлым было полученное в 1984 году в единоборстве с соперником повреждение ноги, из-за которого Бини пропустил почти весь сезон. Кроме того, он проиграл конкуренцию за место в составе Риккардо Ферри. Покинув «Интер» в 1985 году, Бини ещё два года выступал за «Дженоа». В общей сложности за 14 сезонов в составе «Интера» Грациано Бини сыграл 343 матча и забил в них 13 голов.
После завершения карьеры игрока Бини перешёл на тренерскую работу. Недолго проработав в качестве тренера молодёжного состава «Интера», он в 1999 году был назначен работать с молодыми игроками «Пьяченцы». Среди игроков, которых он вывел в большой футбол, Уго Кампаньяро и Раджа Наингголан. В 2009 году Бини покинул «Пьяченцу» и стал работать со швейцарской «Беллинцоной». После неё он тренировал свободных агентов.

## Достижения
«Интернационале»
- Чемпион Италии (1): 1979/80
- Обладатель Кубка Италии (2): 1977/78, 1981/82